# Alba de Tormes
Alba de Tormes is een gemeente in de Spaanse provincie Salamanca in de regio Castilië en León met een oppervlakte van 46,51 km². Alba de Tormes telt 5.198 inwoners (2017).
Alba de Tormes is de basis van de hertogen van Alva, die er een kasteel hebben. De derde hertog van Alva, Fernando Álvarez de Toledo, werd aan het begin van de Tachtigjarige Oorlog door koning Filips II van Spanje naar de Nederlanden gestuurd om er orde op zaken te stellen. Deze tak van de familie is in 1755 uitgestorven.

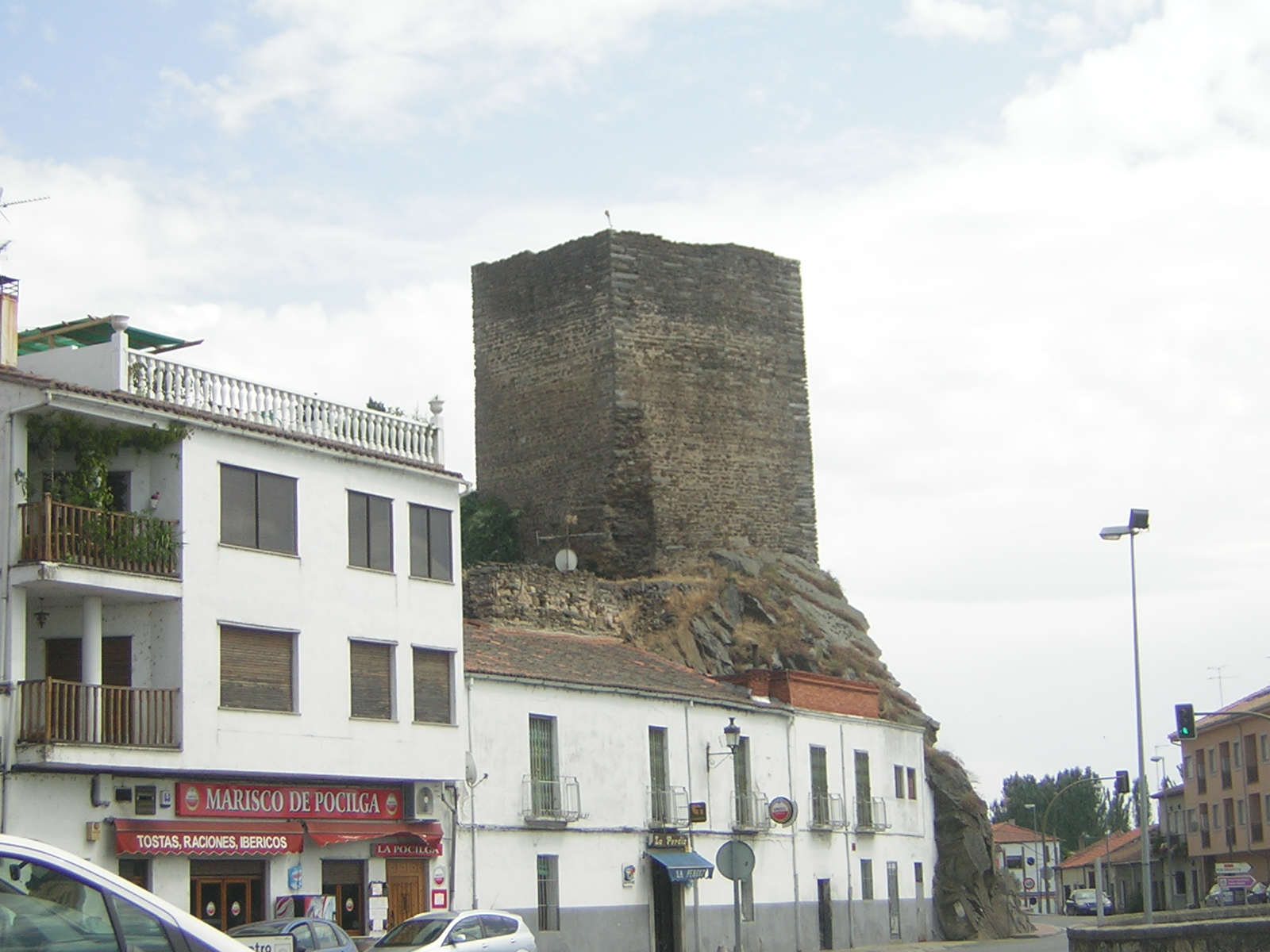

## Bezienswaardigheden
- het klooster van de Madres Carmelitas de la Anunciación waar zich het graf van Theresia van Ávila bevindt.
- de basiliek van Santa Teresa (neogotisch, onvoltooid, einde 19de eeuw).
- het kasteel van de Duques de Alba waarvan alleen de donjon bewaard is. In de toren bevinden zich muurschilderingen die de Slag bij Mühlberg (1547) voorstellen.

## Geboren in Alba de Tormes
- Pedro Álvarez de Toledo (1484-1553), Spaanse onderkoning in Napels
- Eleonora van Toledo (1522-1562), hertogin van Florence

## Demografische ontwikkeling
Bron: INE, 1857-2011: volkstellingen